# Nagrobek Władysława III Warneńczyka

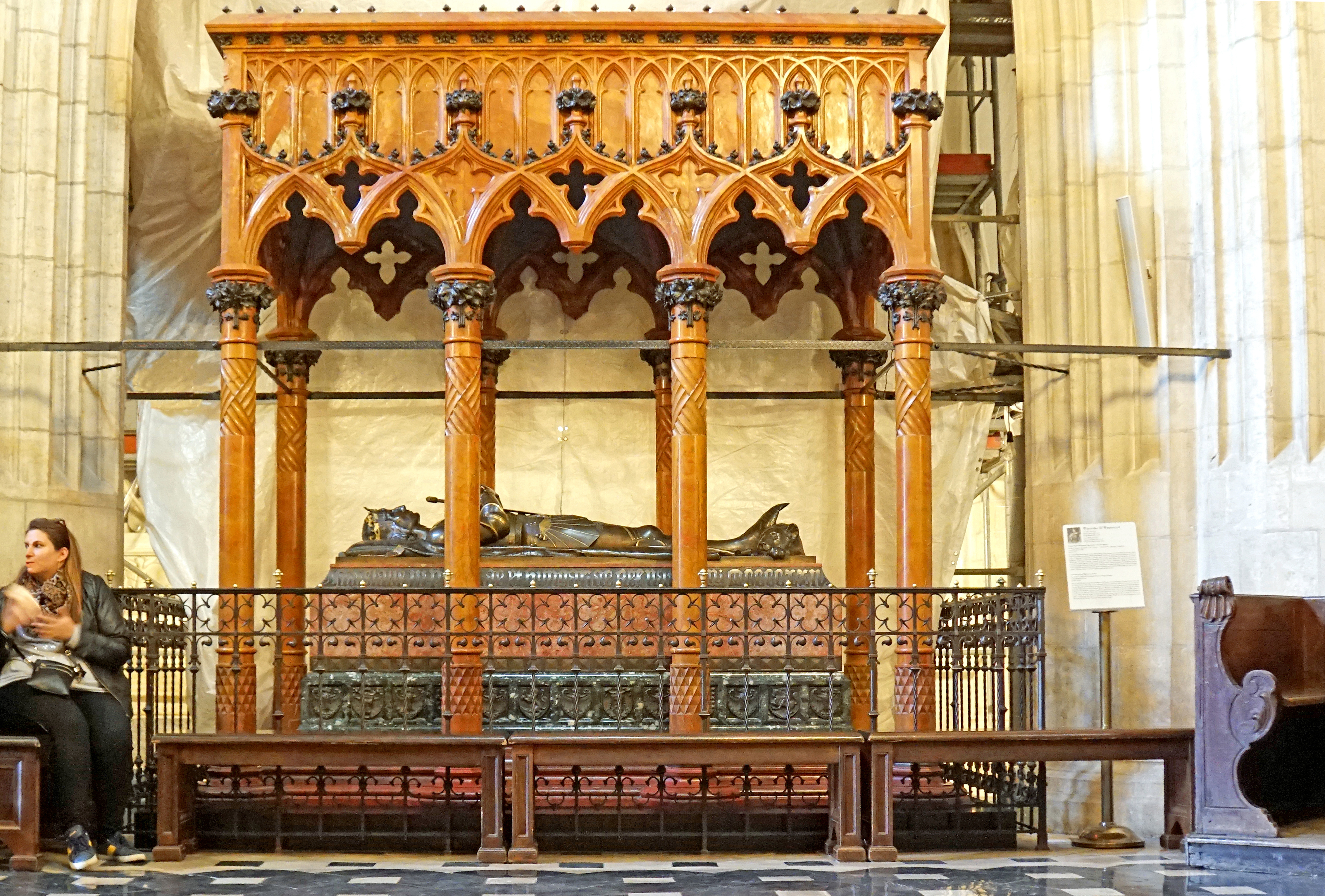
Nagrobek z baldachimem

Nagrobek Władysława III Warneńczyka  znajduje się w katedrze wawelskiej pomiędzy filarami oddzielającymi nawę główną od północnej.
Nagrobek Władysława III Warneńczyka jest cenotafem, ponieważ ciała poległego w bitwie pod Warną (1444) króla nigdy nie odnaleziono. Umowę na jego wykonanie podpisał 10 stycznia 1903 kardynał Jan Duklan Puzyna, wykonał go w Rzymie z czerwonego marmuru i brązu Antoni Madeyski. W kwietniu 1906 został on umieszczony w katedrze wawelskiej, a jego oficjalne odsłonięcie nastąpiło 7 lipca 1906. Jest jednym z najlepszych w Polsce przykładów historyzującej rzeźby nagrobnej. Nawiązuje do gotyckich tumbowo-baldachimowych sarkofagów królewskich z katedry. Na wierzchu tumby postać młodego króla w pełnej zbroi jako rycerza i obrońcy chrześcijaństwa ze Szczerbcem w rękach. Pod nogami monarchy figura młodego lwa jest atrybutem siły i męstwa, brak innych atrybutów władzy królewskiej z wyjątkiem korony wskazuje na chęć podkreślenia nie tyle godności monarszej, co gloryfikacji zmarłego jako rycerza. Na bokach tumby widoczny jest fryz z herbów Polski i Węgier.